# ベントレー・エイト
エイト（英語:Eight ）はイギリスの自動車メーカーであるベントレーモーターズが1984年から1992年まで販売していた高級車である。ベントレーのエントリーモデルとして登場し、ベースとなったミュルザンヌよりやや装備を減らされている。外観では、スラットグリルのかわりにクロームのワイヤーメッシュグリルが装備された点が特徴である。エイトは市場での高い人気を得て、イギリス以外のヨーロッパやアメリカ合衆国でも販売された。

## 概要
エイトは、布張りのシートとスチールホイール、メッシュグリルの装いで導入された。1986年に燃料噴射装置とアンチロック・ブレーキ・システムが追加され、1987年には革張りおよぴパワーシート機構にメモリー機能が追加された。1990年にセルフレベリングが追加され、触媒コンバーターがオプションになった。1992年8月に3速オートマチックトランスミッションが4速に多段化された。
上位モデルと比べウッドパネルのグレードが落とされていることとCピラー内側の後部座席用化粧鏡（バニティミラー）が装備されない点が特徴である。初期モデルでは各ドア内張りのウッドドアキャッピングも省略されていた。